# Улица Суворова (Хабаровск)
Улица Суворова — улица в Хабаровске. Центральная улица Южного микрорайона. Названа в честь русского полководца Александра Васильевича Суворова.
Улица является одной из главных улиц Южного микрорайона. К ней примыкают улицы Краснореченская, Кутузова, Ворошилова, Малиновского. В конце к ней примыкает проспект 60-летия Октября.
Нумерация домов идёт с запада на восток.

## История
Первое упоминание об улице датируется началом 1940-х годов. Однако первый дом, построенный на улице, датируется 1937 годом.
В 2017 году была отремонтирована её часть от проспекта 60-летия Октября до улицы Сидоренко. Этот участок до 2017 года представлял собой гравийную дорогу, на которой очень трудно было ездить на транспорте.
В 2018—2019 году отремонтирован участок от ул. Краснореченской до проспекта 60-летия Октября.

## Объекты
Дом № 25 — Торгово-развлекательный комплекс «Южный Парк». Открыт в 2012 году. Один из крупнейших торговых центров города.
Дом № 53 (также № 28 по улице Ворошилова) — 9-этажный жилой дом. Самое длинное здание Хабаровска. Дом насчитывает 12 подъездов и более 250 метров в длину.

## Транспорт
Автобусы № 18, 24, 25, 30, 56, 102 и 109, и маршрутные такси № 27, 71, 80, 81, 86, 100 и 177.
Остановки: «Заводская», «Рынок Южный», «Торговый центр», «Школа № 52», «Вторсырьё», «Технониколь», «Шиноремонтный завод», «Завод алюминиевых конструкций».